# Lorog
Lorog is een bestuurslaag in het regentschap Sukoharjo van de provincie Midden-Java, Indonesië. Lorog telt 4635 inwoners (volkstelling 2010).